# Knödeln
Knödeln ist ein umgangssprachlicher, meistens abwertend gemeinter Begriff im Bereich der Gesangstechnik. Er beschreibt den Klang der menschlichen Stimme, wenn diese künstlich verengt wird und nicht die gesamte Luftsäule zum Klingen gebracht wird. Hauptursache dafür ist meistens eine zu hohe Anspannung des Kehlkopfes und der Stimmbänder, das zu einem sehr forcierten und direkten, aber auch zu einem flachen und obertonarmen Klang führt.
Der Begriff ist allem Anschein nach vom Wort Knödel abgeleitet, das ursprünglich eine Verkleinerungsform des  mittelhochdeutschen knode (= Knoten) ist. Das kann wörtlich verstanden werden („Singen mit einem Knoten im Hals“); es ist aber auch medizinisch gesehen absehbar, dass sich bei übermäßiger Beanspruchung der Stimmbänder dort Knötchen bilden. Da es sich jedoch nicht um einen medizinischen Fachterminus, sondern einen umgangssprachlichen Ausdruck handelt, ist anzunehmen, dass der Begriff auf die Vorstellung eines „Knödels im Hals“, medizinisch Globussyndrom genannt, anspielt.
Vor allem in den 1950er und 1960er Jahren entsprach das „Knödeln“ dem Ideal der Gesangsstimme, das auch im professionellen Bereich unabhängig von den physischen Gegebenheiten gelehrt wurde. Heute ist dieses Phänomen ganz besonders bei nicht geschulten Laien erkennbar, wenn diese versuchen, klassisch („opernhaft“) zu singen.